# Tâm lý học đám đông
Tâm lý học đám đông là một nhánh của Tâm lý học xã hội nghiên cứu về tâm lý và hành xử của một người bình thường trong những hoạt động mang tính chất tập thể. Theo Gustave Le Bon, những đám đông luôn bị vô thức tác động, họ xử sự như người nguyên thủy, hành động theo bản năng, không có khả năng suy nghĩ, suy luận, mà chỉ cảm nhận bằng hình ảnh, bằng sự liên kết các ý tưởng, họ không kiên định, thất thường, và đi từ trạng thái nhiệt tình cuồng loạn nhất đến ngây dại ngớ ngẩn nhất. Vả lại, do thể tạng của mình, những đám đông ấy cần có một thủ lĩnh, một người cầm đầu, kẻ có thể dẫn dắt họ và cho bản năng của họ một ý nghĩa.